# Сази
Са́зи (каз. Сазы) — село у складі Єнбекшиказахського району Алматинської області Казахстану. Входить до складу Акшийського сільського округу.
У радянські часи село називалось МТФ.
Населення — 8 осіб (2021; 76 у 2009, 120 у 1999,  у 1989).